# Élections au Parlement de La Rioja de 1999
Les élections au Parlement de La Rioja de 1999 (en espagnol : Elecciones al Parlamento de La Rioja de 1999) se sont tenues le dimanche 13 juin 1999 afin d'élire les trente-trois députés de la cinquième législature du Parlement de La Rioja.
La victoire revient au Parti populaire de La Rioja (PPLR), qui obtient une nouvelle fois la majorité absolue des voix et des sièges.

## Contexte
Les précédentes élections du 28 mai 1995 parachèvent le basculement vers la droite de La Rioja, entamé lors des élections législatives anticipées du 29 octobre 1989.
Ce scrutin voit en effet le Parti populaire de La Rioja, emmené par l'ancien haut fonctionnaire Pedro Sanz, remporter 17 députés sur 33 à la Députation générale. Pour obtenir cette majorité absolue et dépasser les socialistes, il dispose d'un résultat de 50,3 %. C'est la première fois qu'un parti obtient plus de la moitié des voix. La situation du Parti socialiste de La Rioja-PSOE, au pouvoir entre 1983 et 1987, et à partir de 1990, est évidemment moins enviable. La formation du président de La Rioja José Ignacio Pérez Sáenz se contente de 34,7 % et 12 élus, ce qui correspond à son plus mauvais résultat régional. C'est la Gauche unie (IU) qui tire son épingle du jeu, puisqu'en totalisant 7,3 % des voix, elle acquiert 2 sièges et entre – pour la première fois – à l'assemblée législative de la communauté autonome. Éternel dernier des forces parlementaires, le Parti riojain (PR) conserve à nouveau sa place à la Députation, avec ses habituels 2 sièges et un résultat de 6,8 %.
Les élections municipales, qui se tiennent le même jour, disent à peu près la même chose. Alors que les conservateurs virent facilement en tête avec 47 %, les socialistes se classent deuxième, nettement derrière avec 34,6 %. Les régionalistes viennent cependant en troisième en récoltant 7,2 %, devant donc la gauche radicale, qui recueille 5,7 %. Dans la ville de Logroño, capitale régionale où votent 40 % des électeurs de la communauté autonome, le PP s'adjuge une solide majorité absolue de 15 conseillers sur 27, du fait d'un résultat de 51 %. Le PSOE, qui détenait la mairie depuis 1983, passe ainsi dans l'opposition avec 33 % et 10 élus. Tandis que le PR est exclu du conseil municipal, IU y entre, ayant obtenu 8,5 % et 2 mandats.
La situation vient se confirmer à l'occasion des élections législatives anticipées du 3 mars 1996. Les conservateurs sont encore une fois premiers et s'approche très près de la majorité absolue des voix avec 49,4 % des suffrages, ce qui leur donne 2 des 4 sièges du Congrès des députés. Le reste revient aux socialistes, qui finissent loin derrière en totalisant 36,6 %. La gauche radicale, avec 8,7 %, et les régionalistes, avec 3,4 %, restent sans parlementaire et complètent le tableau électoral.
Au mois de janvier 1999 entre en vigueur une profonde réforme du statut d'autonomie de 1982, issue d'un accord entre le PP, le PSOE et IU. L'un des principaux changements est la modification du nom de l'assemblée législative, qui devient simplement le Parlement de La Rioja.

## Mode de scrutin
Le Parlement de La Rioja se compose de 33 députés, élus pour un mandat de quatre ans au suffrage universel direct, suivant le scrutin proportionnel à la plus forte moyenne d'Hondt.
La Rioja constitue une circonscription unique. Seules les forces politiques – partis, coalitions, indépendants – ayant remporté au moins 5 % des suffrages exprimés au niveau du territoire régional participent à la répartition des sièges.

## Campagne

### Partis et chefs de file
| Force politique | Force politique                                                       | Chef de file               | Idéologie                                                      | Score en 1995              |
| --------------- | --------------------------------------------------------------------- | -------------------------- | -------------------------------------------------------------- | -------------------------- |
|                 | Parti populaire de La Rioja Partido Popular de La Rioja               | Pedro Sanz Président       | Centre droit Conservatisme, libéralisme, démocratie chrétienne | 50,3 % des voix 17 députés |
|                 | Parti socialiste de La Rioja-PSOE Partido Socialista de La Rioja-PSOE | José Ignacio Pérez Sáenz   | Centre gauche Social-démocratie, progressisme                  | 34,7 % des voix 12 députés |
|                 | Gauche unie Izquierda Unida                                           | Vicente Pascual            | Gauche Écosocialisme, communisme, républicanisme               | 7,3 % des voix 2 députés   |
|                 | Parti riojain Partido Riojano                                         | Miguel González de Legarra | Centre Régionalisme                                            | 6,2 % des voix 2 députés   |

## Résultats

### Voix et sièges
| Inscrits                                     | Inscrits                   | Inscrits                 | 229 569   |             |                      |                      |
| Abstentions                                  | Abstentions                | Abstentions              | 71 946    | 31,34 %     |                      |                      |
| Votants                                      | Votants                    | Votants                  | 157 623   | 68,66 %     |                      |                      |
|                                              |                            |                          |           |             |                      |                      |
| Bulletins enregistrés                        | Bulletins enregistrés      | Bulletins enregistrés    | 157 623   |             |                      |                      |
| Bulletins blancs ou nuls                     | Bulletins blancs ou nuls   | Bulletins blancs ou nuls | 4 912     | 3,12 %      |                      |                      |
| Suffrages exprimés                           | Suffrages exprimés         | Suffrages exprimés       | 152 711   | 96,88 %     | 33 sièges à pourvoir | 33 sièges à pourvoir |
|                                              |                            |                          |           |             |                      |                      |
| Liste                                        | Tête de liste              |                          | Suffrages | Pourcentage | Sièges acquis        | Var.                 |
| Parti populaire de La Rioja (PPLR)           | Pedro Sanz                 |                          | 80 088    | 52,44 %     | 18 / 33              | 1                    |
| Parti socialiste de La Rioja-PSOE (PSR-PSOE) | José Ignacio Pérez Sáenz   |                          | 55 126    | 36,1 %      | 13 / 33              | 1                    |
| Parti riojain (PR)                           | Miguel González de Legarra |                          | 9 004     | 5,9 %       | 2 / 33               | en stagnation        |
| Gauche unie (IU)                             | Vicente Pascual            |                          | 6 104     | 4 %         | 0 / 33               | 2                    |
| Autres listes                                | Néant                      |                          | 2 389     | 1,56 %      | 0 / 33               |                      |

### Analyse
La participation à cette élection accuse une forte baisse, avec environ 9 200 abstentionnistes de plus qu'en 1995, année d'une mobilisation record, plus des trois quarts de l'électorat ayant voté.
Ce sensible recul ne semble pas affecter le Parti populaire de La Rioja, qui ne perd que 1 700 voix mais progresse d'un siège, grâce à la loi électorale, et voit son score grimper à 52,44 %, ce qui lui permet d'établir un nouveau record. Le Parti socialiste de La Rioja-PSOE s'en sort à peu près aussi bien. Il n'abandonne que 1 200 suffrages, réussissant ainsi à remonter à 36,1 % et 13 élus. Tous deux profitent évidemment de l'échec de la Gauche unie, qui s'écroule en perdant 5 800 suffrages favorables. La baisse de la participation ne lui permet pas de rester au-dessus des 5 %, ce qui entraîne sa sortie du Parlement de La Rioja au bout d'une législature seulement. Il en est différemment du Parti riojain : même s'il accuse un recul de 2 000 voix et près d'un point, il conserve ses éternels 2 députés.

### Conséquences
Pedro Sanz est réinvesti président de La Rioja le 9 juillet 1995 après deux jours de débat.